# Istospolna partnerska zveza
Istospolna partnerska zveza je življenjska skupnost dveh odraslih moških ali žensk, ki partnerjema zagotavlja določene pravice, ki jih sicer imajo pari, ki sklenejo zakonsko zvezo. Vendar pa ne govorimo o istospolnih porokah, ker pravice niso popolnoma izenačene in sta že zakonsko ti dve vrsti zvez ločeni. Ker so zakonsko ta partnerstva obravnavana ločeno od običajnih porok, jih uradno ne štejemo med istospolne poroke. V nekaterih državah so pravice istospolnih partnerjev veliko manjše. Številni zagovorniki človekovih pravic opozarjajo na neenakopravnost in sporno naj bi bilo že to, da so istospolna partnerstva v zakonih opredeljena ločeno od raznospolnih porok.
Danes so istospolne partnerske zveze uradno zakonsko določene v naslednjih državah oziroma ozemljih:
Andora, Argentina, Avstrija, Brazilija, Ciper, Hrvaška, Češka, Nemčija, Islandija, Italija, Izrael, Južna Afrika, Kanada,Luksemburg, Mehika, Malta, Nova Zelandija, Portugalska, Slovenija, Švedska, Švica, in Združeno kraljestvo; Tasmanija ter ZDA.

## Zgodovina
Prvi so istospolno partnerstvo v sodobni zgodovini uzakonili na Danskem leta 1989. Sicer so se v starejših družbah v zgodovini že pojavljala družbeno sprejeta istospolna partnerstva.